# Cristian Garín
Cristian Ignacio Garín Medone, nato Christian (Santiago del Cile, 30 maggio 1996), è un tennista cileno.
Ha conquistato 5 titoli ATP, tutti in singolare e sulla terra battuta, tra cui l’ATP 500 di Rio nel 2020, il suo miglior ranking ATP è la 17ª posizione raggiunta il 13 settembre 2021. Nelle prove del Grande Slam ha raggiunto i quarti di finale al torneo di Wimbledon 2022. Ha esordito nella squadra cilena di Coppa Davis nel 2012.

## Carriera

### Juniores
Esordisce nel circuito ITF Junior Circuit nell'aprile 2011 a quattordici anni e subito vince in singolare e perde la finale in doppio in un torneo di Grade 5 ad Asunción. Il mese successivo vince in doppio un torneo costaricano. Verso fine anno fa parte della squadra cilena che viene arriva seconda nel suo gruppo di Coppa Davis Junior e viene eliminata dall'Italia. Nel marzo 2012 vince il primo torneo di Grade 1 in doppio al Banana Bowl di Itajai in coppia con Gianluigi Quinzi. A dicembre vince il Grade 1 Eddie Herr International Junior Tennis Championships in singolare, sconfiggendo in finale il serbo Laslo Đere, e in doppio di nuovo con Quinzi. La settimana successiva vince il suo primo torneo di Grade A nel torneo di doppio al prestigioso Orange Bowl in coppia con Nicolás Jarry e chiude il 2013 al 13º posto nel ranking mondiale juniores.
A giugno 2013 ottiene i migliori risultati del suo periodo juniores raggiungendo le finali in entrambe le specialità al Roland Garros juniores, trionfa in singolare perdendo un solo set in tutto il torneo e concede solo 5 giochi in finale alla quarta testa di serie Alexander Zverev. In doppio viene sconfitto con Jarry nell'incontro che assegna il titolo da Kyle Edmund / Frederico Ferreira Silva. L'ultimo impegno nella categoria sono gli US Open 2013, raggiunge la semifinale e viene sconfitto da Thanasi Kokkinakis dopo aver vinto il primo set. A fine torneo porta il best ranking da juniores alla 4ª posizione mondiale.

### 2010-2013: inizi tra i professionisti, esordio in Coppa Davis e primo titolo ITF in doppio

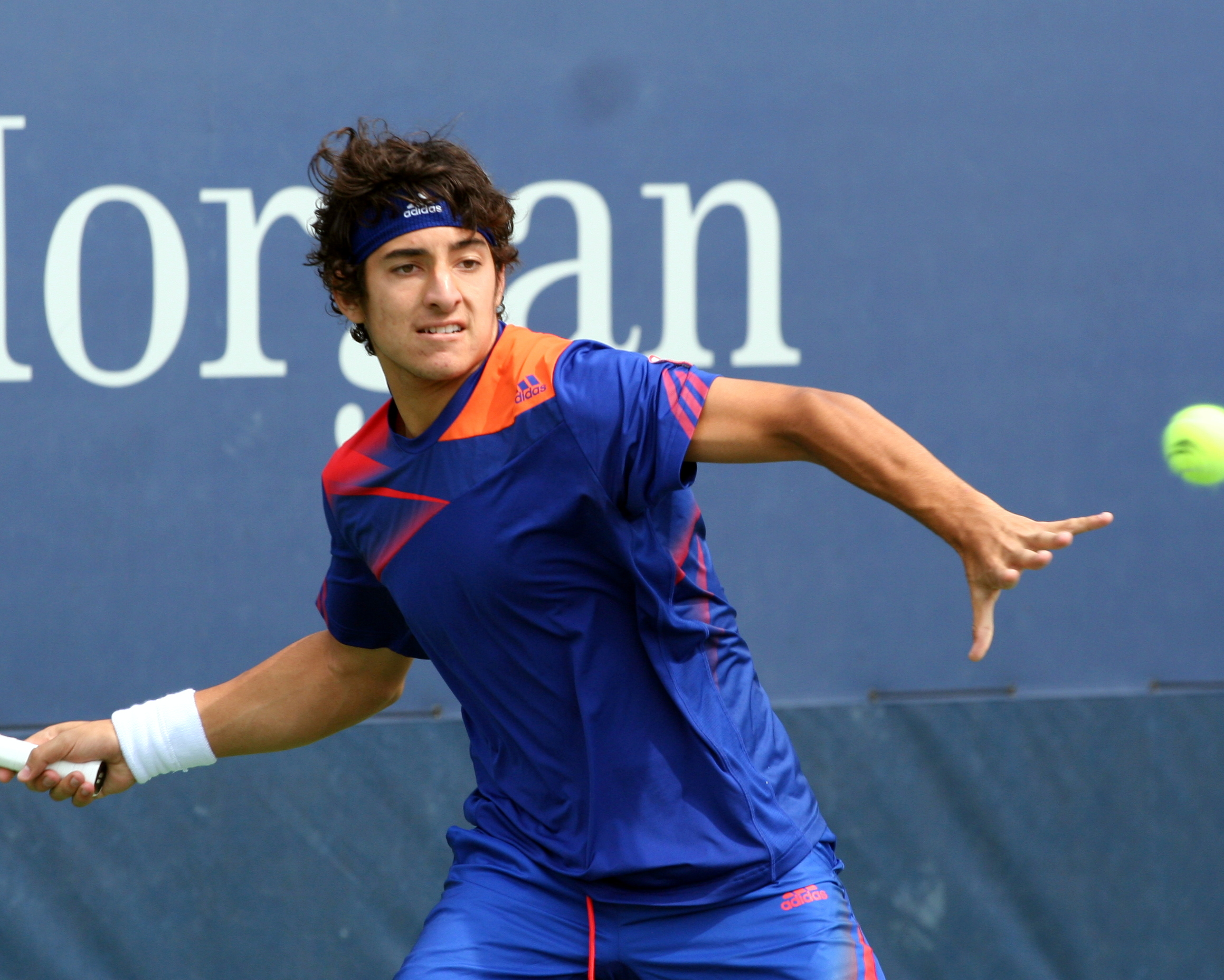
Garín al torneo juniores degli US Open 2013

Dopo le sconfitte subite nel 2010 e 2011 alle sue prime tre apparizioni tra i professionisti, nel 2012 riceve alcune wild card per i tabelloni principali dei Futures cileni e vince i primi incontri. A settembre fa il suo esordio nella squadra cilena di Coppa Davis in occasione della sfida persa contro l'Italia, viene schierato a risultato acquisito e perde in due set da Simone Bolelli In ottobre perde la sua prima semifinale Futures in doppio al torneo Chile F10 e la settimana successiva viene sconfitto in semifinale sia in singolare che in doppio al Chile F11.
Nel febbraio 2013 fa il suo esordio con una wild card nell'ATP Tour al Chile Open di Viña del Mar e al primo turno sconfigge a sorpresa Dušan Lajović, diventando il quinto giocatore under 16 a essersi aggiudicato un match ATP dal 2000 dopo Rafael Nadal, Richard Gasquet, Ryan Harrison e Bernard Tomić. Disputa il suo primo torneo Challenger al successivo torneo di Santiago e raggiunge il secondo turno in singolare e anche in doppio. A maggio gioca le sue prime finali Futures al torneo Chile F3, perde quella in singolare contro James Duckworth e conquista il primo titolo da professionista in doppio in coppia con Jarry. A settembre vince il suo primo incontro in Coppa Davis conquistando in singolare l'unico punto per il Cile nella sfida persa con la Repubblica Dominicana. A ottobre raggiunge la semifinale in doppio al Challenger di San Juan

### 2014-2015: 4 titoli ITF in singolare e primo titolo Challenger in doppio
Nel 2014 perde i due soli incontri disputati in singolare nel circuito ATP, contro Chardy a Viña del Mar, dove gioca con una wild card, e contro Volandri a Buenos Aires dopo aver superato le qualificazioni. A Viña del Mar vince assieme a Jarry il suo primo incontro ATP di doppio e vengono eliminati al turno successivo. Ad aprile vince il primo titolo Futures in singolare sconfiggendo Thales Turini nella finale del Brazil F4; nel prosieguo della stagione ne vincerà altri tre in singolare che gli consentiranno di chiudere il 2014 con il nuovo best ranking in 252ª posizione. Quell'anno gioca con maggiore continuità nei Challenger e ad aprile vince il primo titolo di categoria nel torneo di doppio di Santiago, di nuovo in coppia con Jarry.
Non compie sostanziali progressi l'anno successivo, si dedica soprattutto a tornei Challenger e i migliori risultati sono due finali raggiunte in doppio e due semifinali in singolare, e non vince alcun titolo neanche nei Futures. Non supera le qualificazioni nei tornei del circuito maggiore e, alla prima apparizione nelle qualificazioni di una prova del Grande Slam, perde al primo incontro al Roland Garros. A novembre sconfigge all'Uruguay Open per la prima volta un top 100 del ranking, il nº 99 Kyle Edmund, ed esce di scena nei quarti di finale.

### 2016-2017: primo titolo Challenger in singolare e top 200
Nel 2016 abbandona i tornei Futures dopo averne vinti altri quattro in singolare. Nell'arco della stagione disputa le qualificazioni in due tornei del circuito ATP, le supera in maggio al Geneva Open e viene eliminato al primo turno. A ottobre conquista a Lima il primo titolo Challenger in singolare sconfiggendo al terzo set in finale Guido Andreozzi, risultato con cui entra per la prima volta nella top 200. Perde entrambe le finali Challenger raggiunte in doppio nel 2016. Consegue il miglior risultato del 2017 a Wimbledon, dove per la prima volta supera le qualificazioni in una prova dello Slam con i successi su Quinzi, Fratangelo e Smith, e al primo turno del tabellone principale viene eliminato in quattro set dal nº 18 del mondo Jack Sock. Nei tornei Challenger non supera mai i quarti di finale, e dopo la prematura eliminazione a Lima, dove era campione uscente, crolla oltre il 300º posto del ranking.

### 2018: tre titoli Challenger e top 100
All'inizio del 2018 scende al 373º posto mondiale e inizia a risalire la classifica con buone prestazioni nei Challenger; dopo la semifinale disputata al Challenger 125 di Newport Beach, a febbraio raggiunge la finale a Cuernavaca e viene battuto da Novikov. All'Open Guadeloupe sconfigge il nº 70 del ranking Stefanos Tsitsipas ed esce in semifinale. A maggio raggiunge la finale anche a Lisbona, viene sconfitto in tre set da Robredo e a fine torneo porta il best ranking al 173º posto mondiale. Supera le qualificazioni per il secondo anno consecutivo a Wimbledon eliminando Londero, Mahut e Hurkacz, e al primo turno viene sconfitto dal nº 26 ATP Mannarino. Ad agosto nel Challenger di Como viene invece battuto alla terza finale stagionale da Salvatore Caruso. Continua a risalire la classifica con buoni risultati nei tornei successivi e a ottobre vince tre Challenger consecutivi a Campinas e Santo Domingo battendo in finale Delbonis e al successivo Lima Challenger dove sconfigge Sousa. Pur senza aver giocato tornei ATP, il cileno chiude l'anno all'84ª posizione della classifica ATP.

### 2019: primi due titoli ATP, primi quarti di finale in un Master e top 40

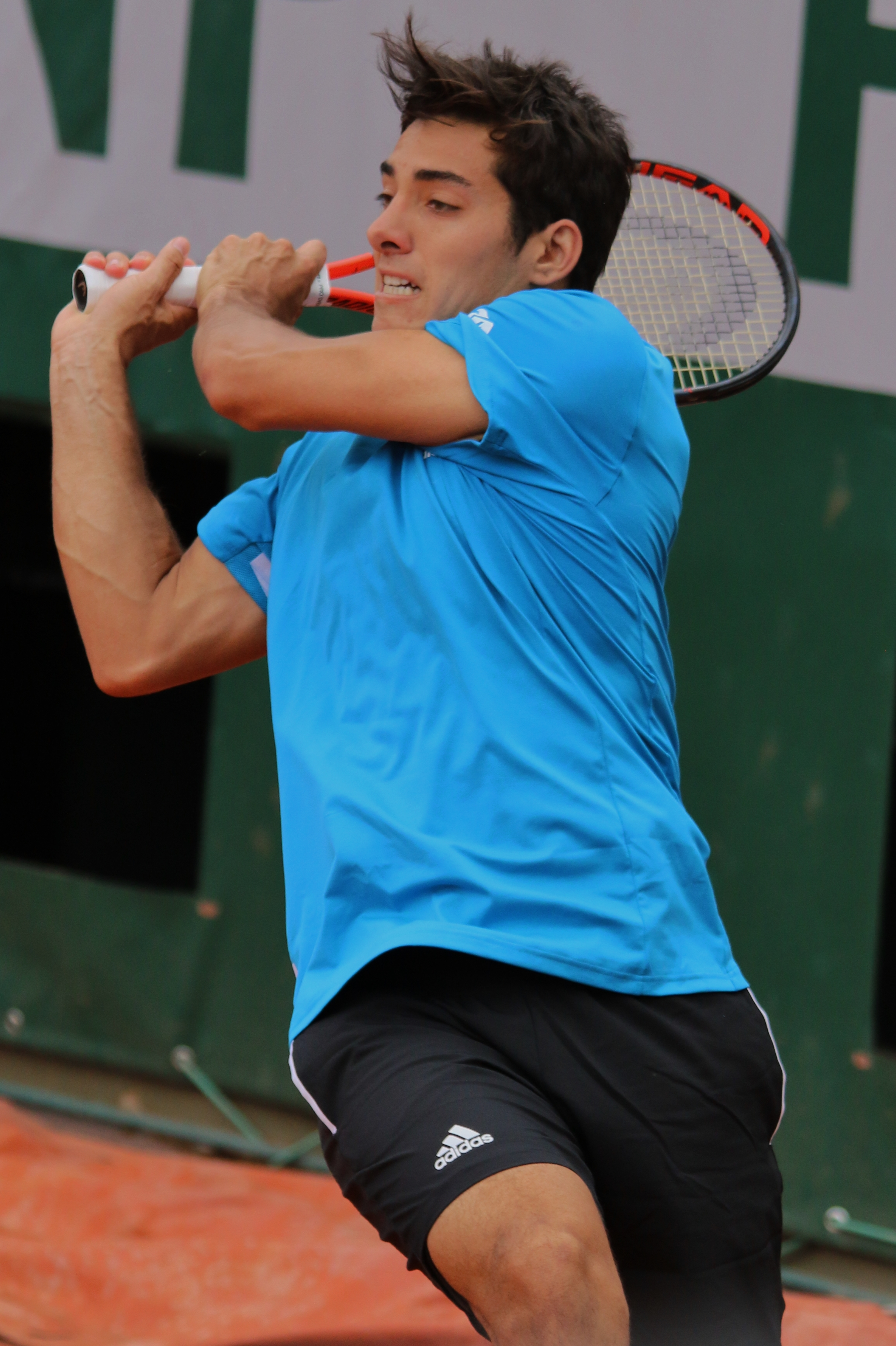
Garín al Roland Garros 2019

Dopo i tentativi falliti di qualificarsi per i primi tornei australiani e l'eliminazione per mano di Goffin al primo turno degli Australian Open, nel confronto di Davis contro l'Austria perde da Novak e conquista il punto decisivo per il passaggio del turno sconfiggendo Rodionov. Apre la stagione su terra nei tornei sudamericani superando il primo turno sia a Buenos Aires sia a Rio de Janeiro. A San Paolo raggiunge per la prima volta in carriera una finale ATP grazie ai successi su Sousa, Munar, Mayer e in semifinale Ruud; nel match decisivo viene sconfitto da Guido Pella con il punteggio di 7-5, 6-3. Il mese dopo conquista a Houston il primo titolo del circuito maggiore eliminando prima Cuevas, poi la testa di serie nº 2 Chardy, Laaksonen e in semifinale Querrey. In finale supera per la seconda volta in stagione Ruud dopo due ore e mezzo di gioco con il punteggio di 7-6, 4-6, 6-3. La vittoria lo proietta per la prima volta tra i primi 50 della classifica mondiale.
Apre il tour europeo raggiungendo gli ottavi a Barcellona. A Monaco disputa la terza finale stagionale; supera nell'ordine Maden, Schwartzman e nei quarti consegue la prima vittoria contro un top 10 grazie al successo per 6-4, 5-7, 7-5 sul nº 3 del mondo Zverev, e accede alla finale battendo in semifinale Cecchinato. Avversario per il titolo è Matteo Berrettini, alla sua seconda finale consecutiva dopo il trionfo di Budapest, e il cileno si impone vincendo al tie break del terzo set. Vince il primo match in uno Slam al Roland Garros battendo Opelka e raggiunge poi i quarti di finale sull'erba di 's-Hertogenbosch.
Subisce 5 sconfitte al primo turno nei successivi tornei, tra i quali Wimbledon, e torna a mettersi in luce ad agosto spingendosi fino al terzo turno nel Masters 1000 di Montreal, dove viene eliminato da Medvedev. Dopo il secondo turno disputato agli US Open, viene eliminato nei quarti a Chengdu da Pablo Carreño Busta dopo aver sconfitto i top 40 Edmund e Verdasco. Raggiunge i quarti anche a Parigi, i primi in un Masters 1000, battendo Cuevas, Isner e Chardy prima della sconfitta contro Dimitrov. Chiude la stagione alla 33ª posizione mondiale, dopo essere stato 32º in giugno.

### 2020: due titoli ATP in un mese e top 20
L'inizio della stagione è segnato dalle tre sconfitte nella prima edizione dell'ATP Cup e da quello all'esordio nel torneo di Adelaide. Vince il primo match del 2020 contro Travaglia agli Australian Open, dove non aveva mai vinto in carriera, ed esce di scena nel turno successivo. Conquista il terzo titolo ATP a Cordoba dove elimina nell'ordine Balász, Cuevas e Martin e in finale ha la meglio sul nº 14 del mondo Schwartzman per 2-6, 6-4, 6-0. Subito dopo partecipa all'ATP 500 di Rio dove elimina in sequenza ancora Martin, poi Delbonis e Coria e in semifinale Ćorić, arrivando a disputarsi la finale più prestigiosa da inizio carriera contro il qualificato Gianluca Mager, e il cileno risolve il match in poco più di un'ora e mezzo con il punteggio di 7-6, 7-5. Grazie al successo Garin si assicura l'ingresso nei primi venti tennisti del mondo, alla 18ª posizione.
Dopo la sospensione del tour dovuto alla pandemia di COVID-19, esce al primo turno a Cincinnati e al secondo agli US Open. In settembre raggiunge le semifinali ad Amburgo grazie alle vittorie su Nishikori, Hanfmann e Bublik, perdendo infine contro Tsitsipas in tre set. Nell'inedito Roland Garros autunnale giunge per la prima volta al terzo turno di uno Slam e chiude la stagione uscendo al secondo turno all'Vienna Open per mano di Thiem. A fine anno è il numero ventidue del mondo. In quel periodo pone fine al sodalizio con il suo allenatore storico Andrés Schneiter e annuncia che il suo nuovo coach sarà Franco Davín, che ha raggiunto grandi traguardi con Gastón Gaudio, Juan Martín del Potro e Fabio Fognini.

### 2021: primo titolo in Cile e secondi quarti di finale in un Master
Dopo la sorprendente sconfitta al secondo turno di Delray Beach contro il nº 789 ATP Christian Harrison, è costretto a rinunciare agli Australian Open a causa di un infortunio al polso subito in allenamento. Torna in campo direttamente per i tornei sudamericani su terra rossa e a Buenos Aires subisce un'altra inaspettata sconfitta all'esordio, stavolta contro l'indiano Nagal. Si presenta da numero uno del seeding nel torneo di casa a Santiago e, dopo il bye al primo turno, elimina nell'ordine Tabilo, Varillas e Galán senza perdere alcun set; la finale contro Bagnis è il match più complicato del torneo ma si impone dopo oltre due ore e mezzo di gioco a conquista il quinto trofeo ATP della carriera. Viene quindi eliminato al primo incontro al Miami Masters da Marin Čilić, che si impone al tiebreak del set decisivo.
Fa il suo esordio sulla terra rossa europea in aprile al Monte Carlo Masters e al primo turno ha la meglio sul nº 21 ATP Félix Auger-Aliassime, elimina quindi John Millman ed esce di scena al terzo turno per mano di Stefanos Tsitsipas, che vincerà il torneo. Perde contro Kei Nishikori il primo incontro disputato a Barcellona e all'Estoril raggiunge i quarti senza aver giocato per il bye al primo turno e il forfait dell'avversario al secondo; viene quindi subito eliminato da Cameron Norrie. Si riscatta al successivo Madrid Masters con le vittorie su Verdasco, Koepfer e soprattutto sul nº 3 del mondo Daniil Medvedev; viene sconfitto nei quarti in rimonta da Matteo Berrettini dopo aver vinto il primo set ed essersi trovato avanti 3-1 nel secondo. Eliminato al secondo turno a Roma, raggiunge per la prima volta gli ottavi di finale sia al Roland Garros che a Wimbledon, tutte le vittorie in questi due tornei avvengono contro giocatori fuori dalla top 100, e viene eliminato a Parigi dal nº 2 del mondo Medvedev e a Londra dal nº 1 Djokovic.
Sconfitto al secondo incontro sulla terra battuta di Båstad e Gstaad e al turno di esordio nei Masters americani di Toronto e Cincinnati, agli US Open perde al secondo turno contro il nº 130 ATP Henri Laaksonen. Nonostante che a fine torneo porti il best ranking alla 17ª posizione mondiale, è insoddisfatto dei risultati e si separa dal coach Davin dopo meno di un anno di collaborazione. Vince solo 2 degli ultimi 5 incontri della stagione e a fine anno mantiene la 17ª posizione.

### 2022: Quarti a Roma e Wimbledon
A inizio stagione vince solo uno dei tre incontri disputati in ATP Cup ed è la Spagna che vince il gruppo e accede alla semifinale. Raggiunge per la prima volta il terzo turno ai successivi Australian Open con due vittorie al quinto set e viene eliminato da Monfils. Esce al primo turno nei successivi 5 tornei e inizia a perdere posizioni in classifica; in questo periodo fa entrare nel suo staff Pepe Vendrell, lo storico coach di Bautista Agut. Torna a vincere tre incontri di fila in aprile a Houston, dove elimina tra gli altri il nº 13 del mondo Taylor Fritz e cede in tre set in semifinale a John Isner. Dopo altre due eliminazioni al primo turno, a Madrid batte Frances Tiafoe ed esce al secondo turno per mano di Félix Auger-Aliassime. Agli Internazionali d'Italia supera Cilic al terzo turno e viene eliminato da Zverev nei quarti di finale. Si ferma al terzo turno al Roland Garros, sconfitto in 4 set da Rublev.
Raggiunge per la prima volta i quarti di finale in uno Slam a Wimbledon, elimina tra gli altri i quotati Brooksby e de Minaur e perde in tre set contro Kyrgios. Non può però trarre vantaggio dalle sue buone prestazioni per la decisione dell'ATP di non assegnare punti del ranking come forma di protesta contro gli organizzatori che avevano escluso dal torneo i giocatori russi e bielorussi a causa dell'invasione russa dell'Ucraina. Nel periodo successivo non si allena a sufficienza per un problema alla mano sinistra, deve rinunciare ai tornei di preparazione agli US Open e ad agosto scende all'83ª posizione del ranking, la peggiore dal febbraio 2019. Entra nel suo staff un nuovo fisioterapista e il coach Julio Peralta, si riprende in tempo per partecipare allo Slam newyorkese e dopo l'eliminazione al secondo turno si separa da Vendrell. Vince uno solo degli ultimi cinque incontri stagionali disputati.

### 2023: 100ª vittoria in carriera e 3ª contro un top 5, quarti a Indian Wells
Sconfitto in semifinale all'esordio stagionale al Challenger di Nouméa, viene eliminato al primo turno agli Australian Open ed esce dalla top 100, per rientrarci due settimane dopo. Nella sfida con cui il Cile elimina il Kazakistan alle qualificazioni di Coppa Davis vince uno dei due match disputati, raggiungendo la sua 100ª vittoria in singolare nel circuito maggiore. Dopo le premature sconfitte subite sulla terra rossa sudamericana, al terzo turno del Masters di Indian Wells si impone in due parziali contro il n° 4 del mondo Casper Ruud. Raggiunge così il quarto turno per la prima volta in questo torneo e cede a Alejandro Davidovich Fokina. A Miami, dopo i successi su Marcos Giron e Sebastián Báez perde contro Stefanos Tsitsipas in tre set. Perde nei quarti a Houston contro Tomás Martín Etcheverry.
Si spinge fino ai quarti anche a Monaco di Baviera con il successo su Lorenzo Sonego, e viene eliminato da Holger Rune. Esce di scena al terzo turno a Madrid per mano di Taylor Fritz dopo il successo sul nº 33 ATP Miomir Kecmanović. Al secondo turno degli Internazionali d'Italia si infortuna durante il match vinto contro il nº 17 del mondo Tommy Paul e si ritira durante l'incontro successivo; a fine torneo esce nuovamente dalla top 100. In seguito scopre che si trattava di una frattura a una costola ed è costretto a un periodo di convalescenza. Rientra dopo due mesi ripartendo dalla 124ª posizione ATP e rientra nella top 100 con il secondo turno raggiunto ad Amburgo e superando le qualificazioni al Canadian Open. Il miglior risultato di fine stagione è il terzo turno raggiunto a Tokyo. A fine anno cambia ancora allenatori, affidandosi a Paul Capdeville e Michail Južnyj.

### 2024, due semifinali ATP e discesa nel ranking
Esce di nuovo dalla top 100 dopo i negativi risultati di inizio stagione e consegue il primo risultato di rilievo spingendosi fino alla semifinali all'Estoril, e cede a Hubert Hurkacz dopo le vittorie sugli emergenti Arthur Fils e Nuno Borges. Rientra in top 100 arrivando in semifinale anche a Monaco di Baviera con il successo in due set sul nº 5 del mondo Zverev, prima di essere eliminato da Taylor Fritz. Arriva quindi un altro periodo negativo e già dopo un mese esce di nuovo dalla top 100. Nel prosieguo della stagione vince un solo incontro nei tornei ATP al Washington Open, raggiunge i quarti nei Challenger in una sola occasione e a novembre scende alla 154ª posizione.

### 2025, due titoli Challenger
Supera le qualificazioni ed esce al secondo turno agli Australian Open e riprende quindi la discesa nel ranking che culmina con l'uscita dalla top 200 ad aprile. Due settimane dopo risale alla 153ª posizione vincendo il Challenger 100 di Mauthausen – primo titolo oltre quattro anni dopo il trionfo al Chile Open 2021 – con la vittoria in finale su Marcelo Barrios. Continua a risalire aggiudicandosi l'altro Challenger 100 dell'Oeiras II battendo in finale Mitchell Krueger.

## Statistiche

### Singolare

#### Vittorie (5)
| Legenda              |
| Grande Slam (0)      |
| ATP Finals (0)       |
| ATP Masters 1000 (0) |
| ATP Tour 500 (1)     |
| ATP Tour 250 (4)     |

| N. | Data             | Torneo                                                 | Superficie  | Avversario in finale | Punteggio        |
| 1. | 14 aprile 2019   | U.S. Men's Clay Court Championships, Houston           | Terra rossa | Casper Ruud          | 7-6(4), 4-6, 6-3 |
| 2. | 5 maggio 2019    | Internazionali di Tennis di Baviera, Monaco di Baviera | Terra rossa | Matteo Berrettini    | 6-1, 3-6, 7-6(1) |
| 3. | 9 febbraio 2020  | Córdoba Open, Córdoba                                  | Terra rossa | Diego Schwartzman    | 2-6, 6-4, 6-0    |
| 4. | 23 febbraio 2020 | Rio Open, Rio de Janeiro                               | Terra rossa | Gianluca Mager       | 7-6(3), 7-5      |
| 5. | 14 marzo 2021    | Chile Open, Santiago                                   | Terra rossa | Facundo Bagnis       | 6-4, 6(3)-7, 7-5 |

#### Finali perse (1)
| Legenda              |
| Grande Slam (0)      |
| ATP Finals (0)       |
| ATP Masters 1000 (0) |
| ATP Tour 500 (0)     |
| ATP Tour 250 (1)     |

| N. | Data         | Torneo                 | Superficie      | Avversario in finale | Punteggio |
| 1. | 3 marzo 2019 | Brasil Open, San Paolo | Terra rossa (i) | Guido Pella          | 5-7, 3-6  |

## Risultati in progressione
| Sigla | Risultato               |
| ----- | ----------------------- |
| V     | Vincitore               |
| F     | Finalista               |
| SF    | Semifinalista           |
| O     | Oro olimpico            |
| A     | Argento olimpico        |
| SF    | Bronzo olimpico         |
| QF    | Quarti di Finale        |
| 4T    | Quarto turno            |
| 3T    | Terzo turno             |
| 2T    | Secondo turno           |
| 1T    | Primo turno             |
| RR    | Round Robin             |
| LQ    | Turno di qualificazione |
| A     | Assente                 |
| ND    | Non disputato           |

| Legenda superfici    |
| -------------------- |
| Cemento              |
| Terra battuta        |
| Erba                 |
| Superficie variabile |

### Singolare
| Torneo                     | 2015 | 2016 | 2017          | 2018          | 2019          | 2020          | 2021 | 2022 | 2023 | 2024 | 2025 | V–S   |
| Tornei Grande Slam         |      |      |               |               |               |               |      |      |      |      |      |       |
| Australian Open, Melbourne | A    | A    | A             | A             | 1T            | 2T            | A    | 3T   | 1T   | 1T   | 2T   | 4–6   |
| Open di Francia, Parigi    | Q1   | A    | Q1            | Q1            | 2T            | 3T            | 4T   | 3T   | A    | Q1   |      | 8–4   |
| Wimbledon, Londra          | A    | A    | 1T            | 1T            | 1T            | ND            | 4T   | QF   | A    | 1T   |      | 7–6   |
| US Open, New York          | A    | A    | Q2            | Q1            | 2T            | 2T            | 2T   | 2T   | Q1   | Q1   |      | 4–4   |
| Vittorie-Sconfitte         | 0–0  | 0–0  | 0–1           | 0–1           | 2–4           | 4–3           | 7–3  | 9–4  | 0–1  | 0–2  | 1–1  | 23–20 |
| Giochi Olimpici            |      |      |               |               |               |               |      |      |      |      |      |       |
| Giochi Olimpici            | ND   | A    | Non disputati | Non disputati | Non disputati | Non disputati | A    | ND   | ND   | A    | ND   | 0–0   |
| Vittorie-Sconfitte         | ND   | 0–0  | Non disputati | Non disputati | Non disputati | Non disputati | 0–0  | ND   | ND   | A    | ND   | 0–0   |

### Doppio
| Torneo                     | 2015 | 2016 | 2017          | 2018          | 2019          | 2020          | 2021 | 2022 | V-S |
| Tornei Grande Slam         |      |      |               |               |               |               |      |      |     |
| Australian Open, Melbourne | A    | A    | A             | A             | A             | A             | A    | A    | 0-0 |
| Open di Francia, Parigi    | A    | A    | A             | A             | 1T            | 1T            | A    | A    | 0-2 |
| Wimbledon, Londra          | A    | A    | A             | A             | 1T            | ND            | A    | A    | 0-1 |
| US Open, New York          | A    | A    | A             | A             | 1T            | A             | A    | A    | 0-1 |
| Vittorie-Sconfitte         | 0-0  | 0-0  | 0-0           | 0-0           | 0-3           | 0-1           | 0-0  | 0-0  | 0-4 |
| Giochi Olimpici            |      |      |               |               |               |               |      |      |     |
| Giochi Olimpici            | ND   | A    | Non disputati | Non disputati | Non disputati | Non disputati | A    | ND   | 0-0 |
| Vittorie-Sconfitte         | ND   | 0-0  | Non disputati | Non disputati | Non disputati | Non disputati | 0-0  | ND   | 0-0 |

### Vittorie contro giocatori top-10
| Anno     | 2019 | 2020 | 2021 | 2022 | 2023 | 2024 | Totale |
| -------- | ---- | ---- | ---- | ---- | ---- | ---- | ------ |
| Vittorie | 1    | 0    | 1    | 0    | 1    | 1    | 4      |

| #    | Giocatore        | Rank | Evento                                       | Superficie | Turno | Punteggio        |
| ---- | ---------------- | ---- | -------------------------------------------- | ---------- | ----- | ---------------- |
| 2019 |                  |      |                                              |            |       |                  |
| 1.   | Alexander Zverev | 3    | Internazionali di Baviera, Monaco di Baviera | Terra      | QF    | 6-4, 5-7, 7-5    |
| 2021 |                  |      |                                              |            |       |                  |
| 2.   | Daniil Medvedev  | 3    | Madrid Open, Madrid                          | Terra      | 3T    | 6-4, 6(2)-7, 6-1 |
| 2023 |                  |      |                                              |            |       |                  |
| 3.   | Casper Ruud      | 4    | Indian Wells Open, Indian Wells              | Cemento    | 3T    | 6-4, 7-6(2)      |
| 2024 |                  |      |                                              |            |       |                  |
| 4.   | Alexander Zverev | 5    | Internazionali di Baviera, Monaco di Baviera | Terra      | QF    | 6-4, 6-4         |